# Agenția Uniunii Europene pentru Formare în Materie de Aplicare a Legii
Agenția Uniunii Europene pentru Formare în Materie de Aplicare a Legii (CEPOL) este o agenție a Uniunii Europene dedicată instruirii oficialilor din domeniul aplicării legii. Instituția a fost înființată în anul 2000 și și-a adoptat mandatul legal actual la 1 iulie 2016. Aceasta își are sediul în Budapesta.

## Organizație
Scopul principal al CEPOL este de a asigura cooperarea între autoritățile de aplicare a legii din diferite țări, promovând schimbul de cunoștințe și bune practici.

## Cooperare transfrontarieră
CEPOL cooperează cu următoarele tipuri de autorități și profesioniști:
- Poliția națională
- Unități de jandarmerie
- Autoritățile vamale
- Serviciile de imigrație
- Agențiile de securitate cibernetică
- Judecători și procurori
- Serviciile de salvare și intervenție
- Autoritățile de reglementare a transportului
- Poliția de frontieră